# Scinax montivagus
Scinax montivagus es una especie de anfibio anuro de la familia Hylidae.

## Distribución geográfica
Esta especie es endémica del estado de Bahía en Brasil. Se encuentra en la Serra do Espinhaço.

## Descripción
Los machos miden de 26 a 30 mm y las hembras miden de 29 a 32 mm, el holotipo macho mide 28 mm.

## Publicación original
- Juncá, Napoli, Nunes, Mercȇs & Abreu, 2015: A new species of the Scinax ruber clade (Anura, Hylidae) from the Espinhaço Range, northeastern Brazil. Herpetologica, vol. 71, n.º 4, p. 299–309.[3]